# Larixsotis
Larixsotis là một chi bướm đêm thuộc họ Noctuidae.